# Nina Ćosić
Nina Ćosić (Niš, 1972) srpska je muzičarka.

## Biografija
Nina je rođena u Nišu 1972. godine. Stalni je član Simfonijskog orkestra RTS-a u Beogradu, gde svira obou i engleski rog. Srednju muzičku školu — instrumentalni odsek Oboa završila je u Nišu. U toku školovanja učestvovala je na mnogobrojnim takmičenjima muzićkih škola tadašnje velike Jugoslavije na kojima je osvojila mnogo nagrada. Za vreme škole svira u Simfonijskom orkestru Niš kao honorarni muzičar. I druge grane umetnosti je i tada prate pa u Narodnom pozorištu u Nišu igra kao dete-glumac u mnogim predstavama (Dr, Crvena opština, Jovča itd). Školovanje nastavlja na Akademije muzike u Novom Sadu u klasi profesora Petruševskog.
Bavi se i pevanjem pa u saradnji sa glumcima Narodnog pozorišta iz Beograda uspešno nastupa kao pevač i muzičar u kabareu Da, to su bili dani sa kojim obilaze mnoge gradove u zemlji i inostranstvu. U saradnji sa koleginicama (dve violine, čelo, oboa) peva i svira u sastavu 4Soul quartet. Često je gost i u drugim grupama kao pevač i muzičar.
Zajedno sa suprugom, glumcem Narodnog pozorišta u Beogradu, Zoranom Ćosićem, uspesno nastupa u predstavi Pripovetke jednog kaplara kao muzičar i pevač.
Pohadjala je radionicu kreativnog pisanja Pričart u Beogradu gde je utrla put drugom životnom pozivu, pisanju. Priča Zagrljaj objavljena joj je u zbirci Zbornik savremenih ljubavnih priča (2014), a priča Laž u zbirci Najkraćih kratkih priča (2014). 2017. godine izdaje zbirku priča Razbacani zvuci (Plato). 2019. godine izdaje svoj prvi roman Tamo gde sam bila srećna, izdavač Fidelio.